# Domains of Darkover
Domains of Darkover este o antologie de povestiri științifico-fantastice (de fantezie științifică) care a fost editată de scriitoarea americană Marion Zimmer Bradley. 
Povestirile fac parte din Seria Darkover care are loc pe planeta fictivă Darkover din sistemul stelar fictiv al unei gigante roșii denumită Cottman. Planeta este dominată de ghețari care acoperă cea mai mare parte a suprafeței sale. Zona locuibilă se află la doar câteva grade nord de ecuator.
Cartea Domains of Darkover a fost publicată pentru prima dată de DAW Books (nr. 810) în martie 1990.

## Cuprins
- Introduction: And Contrariwise, de Marion Zimmer Bradley
- "'Acurrhir Todo; Nada Perdonad," by Deborah Wheeler
- "An Object Lesson", de Mercedes R. Lackey
- "Beginnings", de Cynthia Drolet
- "Clingfire", de Patricia Duffy Novak
- "Death in Thendara", de Dorothy J. Heydt
- "Firetrap", de Elisabeth Waters nd Marion Zimmer Bradley
- "Friends", de Judith K. Kobylecky
- "Manchild", de L. D. Woeltjen
- "Just a Touch...", de Lynne Armstrong-Jones
- "Mind-eater", de Joan Marie Verba
- "Mists", de Meg Mac Donald
- "Our Little Rabbit", de Mary K. Frey
- "The Gift from Ardais", de Barbara Denz
- "The Horse Race", de Diann Partridge
- "The Plague", de Janet R. Rhodes
- "The Tapestry", de Micole Sudberg
- "To Serve Kihar", de Judith Sampson